# أوستن كرايتشيك
أوستن كرايتشيك (بالإنجليزية: Austin Krajicek) مواليد 16 يونيو 1990 في تامبا، هو لاعب كرة مضرب أمريكي. كان أعلى مركز له في الفردي 94. له صلة قرابة للاعب الهولندي ريتشارد كرايتشك. أفضل مركز له في الزوجي كان 61.

## النهائيات

### الزوجي: 1 (الوصافة 1)
| الحصيلة | الرقم | التاريخ       | الدورة                             | الأرضية | الشريك     | المنافسون                 | النقاط   |
| ------- | ----- | ------------- | ---------------------------------- | ------- | ---------- | ------------------------- | -------- |
| الوصيف  | 1.    | 10 يناير 2016 | بطولة تشيناي المفتوحة للتنس، الهند | صلبة    | بينوا بيير | أوليفر ماراش فابريس مارتن | 3–6, 5–7 |

## روابط خارجية
- أوستن كرايتشيك على موقع رابطة محترفي التنس (الإنجليزية)
- أوستن كرايتشيك على موقع الاتحاد الدولي لكرة المضرب (الإنجليزية)
- أوستن كرايتشيك على موقع كأس ديفيز (الإنجليزية)
- أوستن كرايتشيك على موقع خلاصة التنس.كوم (الإنجليزية)
- أوستن كرايتشيك على موقع إي إس بي إن.كوم (الإنجليزية)
- أوستن كرايتشيك على موقع اللجنة الأولمبية الدولية (الإنجليزية)
- أوستن كرايتشيك على موقع أوليمبيديا (الإنجليزية)
- أوستن كرايتشيك على موقع اللجنة الأولمبية والبارالمبية الأمريكية (الإنجليزية)